# Furcifer
Furcifer är ett släkte av ödlor. Furcifer ingår i familjen kameleonter.
Släktets arter förekommer främst på Madagaskar och några finns på Komorerna. Typisk är stora skillnader mellan hannar och honor gällande storleken och kroppsfärgen. Några arter kännetecknas av utskott på nosen. Arter av Furcifer lever i torra och fuktiga landskap.
Arter enligt Catalogue of Life:
- Furcifer angeli
- Furcifer antimena
- Furcifer balteatus
- Furcifer belalandaensis
- Furcifer bifidus
- Furcifer campani
- Furcifer cephalolepis
- Furcifer labordi
- Furcifer lateralis
- Furcifer minor
- Furcifer monoceras
- Furcifer nicosiai
- Furcifer oustaleti
- Furcifer pardalis
- Furcifer petteri
- Furcifer polleni
- Furcifer rhinoceratus
- Furcifer tuzetae
- Furcifer verrucosus
- Furcifer willsii